# عبد ربه بن سعيد الأنصاري
عبد ربه بن سعيد بن قيس بن عمرو بن سهل بن ثعلبة الأنصاري أحد رواة الحديث النبوي. لجده قيس بن عمرو صحبة مع رسول الله. أخو يحيى بن سعيد الأنصاري وسعد بن سعيد الأنصاري، لمالك بن أنس عنه ثلاثة أحاديث أحدها مرسل، كان ثقة مأمون في الرواية، روى عنه مالك بن أنس وشعبة بن الحجاج وجماعة من الأئمة.

## رواية الحديث
روى ابن سعيد عن أبي أمامة بن سهل، وأبي سلمة بن عبد الرحمن بن عوف، وعمرة وجماعة غيرهم. حدث عنه: عطاء بن أبي رباح أحد شيوخه، وشعبة بن الحجاج، وعمرو بن الحارث، والليث بن سعد، وسفيان بن عيينة. وثقه أحمد بن حنبل، وقال يحيى القطان: كان حي الفؤاد وقادًا.

## وفاته
قال الذهبي: توفي سنة 139 هـ.